# Серебрянка (Гайнский район)
Серебрянка — посёлок в Гайнском районе Пермского края. Административный центр Серебрянского сельского поселения. Располагается северо-западнее районного центра, посёлка Гайны, на левом берегу реки Весляны. Расстояние до районного центра составляет 67 км. По данным Всероссийской переписи населения 2010 года, в посёлке проживал 631 человек (305 мужчин и 326 женщин).

## История
До Октябрьской революции населённый пункт Серебрянка входил в состав Аннинской волости, а в 1927 году — в состав Березовского сельсовета. По данным переписи населения 1926 года, в посёлке насчитывалось 5 хозяйств, проживало 27 человек (12 мужчин и 15 женщин). Преобладающая национальность — русские.
По данным на 1 июля 1963 года, в посёлке проживало 1155 человек. Населённый пункт входил в состав Березовского сельсовета.